# Coelogyne planiscapa
Coelogyne planiscapa é uma espécie de orquídea epífita, família Orchidaceae, originária de Borneu. Apresenta duas variedades: grandis e planiscapa.